# Коллекорвино
Коллекорвино (итал. Collecorvino) — коммуна в Италии, расположена в регионе Абруццо, подчиняется административному центру Пескара.
Население составляет 5550 человек (на 2004 г.), плотность населения составляет 168 чел./км². Занимает площадь 32 км². Почтовый индекс — 65010. Телефонный код — 085.
Покровителями коммуны почитаются святые апостолы Филипп и Иаков Младший, празднование 3 мая.